# István Tamássy
István Tamássy (1911 - data de falecimento desconhecida) foi um futebolista húngaro. 

## Carreira
István Tamássy fez parte do elenco da Seleção Húngara de Futebol da Copa do Mundo de 1934, ele não atuou em nenhuma uma partida.

## Ligações Externas
- Perfil em Fifa.com (em inglês)